# Nordrhodesia i olympiska sommarspelen 1964
Nordrhodesia (nuvarande Zambia) deltog med 12 deltagare vid de olympiska sommarspelen 1964 i Tokyo. Ingen av landets deltagare erövrade någon medalj.